# Scheur
Scheur är en farled i Belgien. Den ligger i den nordvästra delen av landet, 100 km nordväst om huvudstaden Bryssel.
Runt Scheur är det tätbefolkat, med 683 invånare per kvadratkilometer.